# Employee of the Month
Employee of the Month är en amerikansk långfilm från 2006.

## Handling
Zack har packat upp varor på en stormarknad i 10 år. Han och kompisarna på jobbet tar inte det hela på särskilt stort allvar. Zacks nemesis är förstekassören Vince som har utnämnts till månadens anställd i 17 månader i rad. Om han lyckas ännu en månad vinner han en bil och befordras. När Amy börjar på stormarknaden som kassörska börjar både Zack och Vince att uppvakta henne. Zack bestämmer sig för att ta sig i kragen och försöka bli månadens anställd.

## Om filmen
Filmen är inspelad i Albuquerque, New Mexico och Santa Fe, New Mexico.

## Rollista (urval)
- Dane Cook - Zack Bradley
- Dax Shepard - Vince Downey
- Jessica Simpson - Amy
- Efren Ramirez - Jorge